# Джоузеф Апининг
Джоузеф Апининг (Joseph Apeaning) е ганайски футболист, централен защитник, състезател от лятото на 2012 година на ФК Сливнишки герой (Сливница).

## Кариера
Израства в школата за футболни таланти Kassewa International Football Academy в родната Гана, като е призован и в Националния тим на Гана за юноши U-16. През 2011 година заминава за Румъния, където е част от школата „Scoala de Fotbal Euro Africa“, с която има договор до 30 юни 2012 година. В края на договора му правата му са взети от мениджърската агенция КОСМОСПОРТ (COSMOSPORT) от Германия.
През лятото на 2012 година е пред договор с германския тим ФК Алемания (Аахен), но поради изпадането на тима в трета дивизия неговите мениджъри решават да се ориентират към България, където единственият вариант да играе е като аматьор, и да бъде забелязан от професионалните тимове.
Това го води през лятото на 2012 г. в отбора на ФК Сливнишки герой (Сливница), с който започва подготовка. Изиграва общо 5 контролни срещи, включително срещу ПФК ЦСКА (София) и ПФК Левски (София), и въпреки че старшията на сливничани Венцислав Рангелов го одобрява, все още не е картотекиран в отбора, като очаква разрешение за пребиваване в България.